# Albert Richards
Albert William Richards (ur. 13 sierpnia 1924 w Christchurch, zm. 27 kwietnia 2003) – nowozelandzki lekkoatleta, długodystansowiec.
Podczas igrzysk olimpijskich w Melbourne (1956) zajął 17. miejsce w maratonie z czasem 2:41:34.
W 1955 i 1956 triumfował w maratonie w Christchurch.

## Rekordy życiowe
- Bieg maratoński – 2:31:28 (1955) wynik ten do 1958 roku był rekordem Nowej Zelandii[2]